# 日高軽種馬農業協同組合
日高軽種馬農業協同組合（ひだかけいしゅばのうぎょうきょうどうくみあい）は、北海道日高地方の競走馬生産牧場で創設された専門農協である。略称HBA、日高軽種馬農協。

## 概要
競走馬生産牧場への指導、交渉を行うほか、市場事業を行っている。
- 1961年3月、日高軽種馬農業協同組合が発足。1963年、北海道沙流郡門別町（現：日高町）に門別種馬場が開場。
- 1966年にエルシド、1967年にテスコボーイを輸入。後者はトウショウボーイ、キタノカチドキ、サクラユタカオーなどを輩出。

以前は、静内町（現：新ひだか町）、三石町（現：新ひだか町）、浦河町、荻伏町（現：浦河町）、門別町（現：日高町）の5箇所で種馬場を経営していたが、統廃合などをして、門別種馬場のみとなる。その後、門別種馬場は2010年いっぱいで閉場し、長年続けてきた種牡馬事業の廃止となった。
2021年9月、門別種馬場跡地にひだか・ホース・フレンズがオープンした。

## 種牡馬事業

### かつての繋養種牡馬
門別種馬場
- アドマイヤボス（2002年-2010年）→引退、ノーザンホースパーク（北海道苫小牧市）
- イナリワン（ -2004年）引退
- ヴァレンティ（1995年- ）
- エルセニョール（1993年- ）→イーストスタッド（北海道浦河町）
- エルシド (1967年-1985年)
- キッケンクリス（2005年-2010年）→引退、アメリカへ帰国
- グリーンアプローズ（2000年-2009年）→後沢敏博牧場（青森県十和田市）
- グレートホープ（1995-2000年）引退
- ゴーカイ(2003-2010年)→日高スタリオンステーション（北海道浦河町）
- ザグレブ（1997-2002年）→アイルランド
- ダイタクヘリオス（1996-2001年）→山内牧場（青森県八戸市）
- ダイタクリーヴァ（2007年-2010年）→ブリーダーズ・スタリオン・ステーション（北海道日高町）
- ダイタクヤマト（2002年-2010年）→引退、佐倉ライディングクラブ
- タイトスポット（ -2002年）→中国北京龍頭牧場
- タヤスレミグラン（1996年-2003年）→引退、RECステーブル
- テイエムオペラオー（2003年-2010年）→テイエム牧場日高支場→レックススタッド（新ひだか町静内）
- テイエムサンデー（2004年-2010年）→死亡
- テスコボーイ（1968年- ）
- ナリタセンチュリー（2007年-）→大作ステーブル（北海道新冠町）
- トウケイニセイ（1996-2004年）引退
- プレシャスカフェ（2007年-）→引退、北勢ライディングファーム
- ホウヨウボーイ（1982年）→死亡
- マチカネキンノホシ（2003年-2007年）→新生ファーム（北海道日高町）
- ミホノブルボン（1994年-2003年）→ファニーフレンズファーム（北海道日高町）
- レコーダーII（ -1996年）→八戸畜産農協種付所

浦河種馬場
- セントジョーンズ
- ポリッシュパトリオット
- ロングニュートリノ

## 市場事業
毎年5月にHBAトレーニングセール（馬齢2歳：JRA札幌競馬場）を開催している。
また毎年次のセールを日本軽種馬協会（JBBA）北海道市場を会場に行われている。
- HBAセレクションセール（馬齢当歳・1歳　7月）日本ではこの直前に開催されている日本競走馬協会主催のセレクトセールに次ぐ規模の競り市である。
- HBAサマーセール（馬齢1歳　8月）日本の1歳馬を対象としたセールとしては最大規模で、4-5日間で毎年1000頭を超える競走馬候補生がセリにかけられる。
- HBAオータムセール（馬齢1歳　10月）日本の1歳馬市場としては今シーズン最後を飾るセリ。